# Arrivage (Wein)
Die Arrivage (französisch für „Ankunft, Auslieferung“) ist ein Begriff aus dem Weinhandel und bezeichnet die Ankunft des jüngsten, gerade verfügbaren Weines, zumeist eines Jahrgangs und einer bevorzugten Anbauregion. Insbesondere bei Bordeaux-Weinen ist die Arrivage ein verbreiteter Begriff.

## Vorbereitung
Zu gewissen Teilen sichern sich Weinhändler bereits vor der anstehenden Lese Kontingente des Weines: Dies geschieht im Rahmen der sogenannten Subskription. Zu diesem Zeitpunkt, meist ein halbes Jahr nach der Ernte eines Jahrgangs, wird der zu liefernde Wein im Wege eines Warentermingeschäft angeboten.
Nachdem dann der junge Wein auf den Weingütern in Fässern gereift ist, wird er in der Regel nach ca. 18 bis 24 Monaten auf die Flaschen gefüllt, in Kisten verpackt und den Käufern zugesendet.

## Veranstaltungen
Streng genommen bezeichnet der Begriff „Arrivage“ zunächst nur die Anlieferung des Weines beim Endkunden. Im weiteren Sinne bezeichnet das Wort den Zeitraum, innerhalb dessen Weingüter und Handelshäuser die Auslieferungen vornehmen.
Nachdem die Weinkunden ihre Lieferungen erhalten haben, besteht oft das Interesse der Verkostung, um die Qualität des jungen Weines zu prüfen. Hierzu wird zu den Arrivage-Verkostungen eingeladen, um die Qualität des Weines zu prüfen festzustellen und um einzuschätzen, wie sich diese Weine voraussichtlich wohl über die jahrelange Zeit ihrer Lagerung entwickeln werden. Diese Runden werden auch genutzt, um die jungen Weine mit älteren Weinen derselben Weingüter zu vergleichen, also um festzustellen, ob sie sich so entwickelten, wie bei deren Arrivage vorhergesagt.